# 里奇韋冰川
73°24′S 167°14′E / 73.400°S 167.233°E
里奇韋冰川（英語：Ridgeway Glacier），是南極洲的冰川，位於維多利亞地的博克格雷溫克海岸，處於登山家山脈東部，流經斯帕圖利特嶺和岡特利特嶺，最終注入紐恩斯夫人灣。